# Lorry Feilberg
Frederik Laurentius Feilberg, kaldet Lorry Feilberg, (10. februar 1859 i København – 26. juni 1917 på Hvidborg i Hvidovre) var en dansk redaktør og restauratør.
Han var søn af præsten Jens Frederik Feilberg (1815-90). Da Lorry Feilberg var barn, var faderen præst på Nordover på Færøerne og siden på Samsø og i Jylland. På grund af de skiftende bopæle tog Lorry studentereksamen som privatist. Herefter begyndte han først et jura- og siden et medicinstudium, men kastede sig i stedet over journalistik, først på avisen København og siden på Middagsposten, hvor hans skarpe, vittige og letflydende artikler vakte ikke ringe opmærksomhed. I 1888-90 var han redaktør på Adresseavisen som han omdannede til tillige at indeholde tekststof.
Inspireret af et nyt bageri, som han havde set i Sverige, åbnede han et magen til i 1891 i København på Vimmelskaftet 36. Han kaldte det Mønsterbageriet, da publikum gennem en glasvæg kunne iagttage svendenes arbejde i bageriet.
Fem år senere købte han i 1896 Carl Kehlets (1856–1907) kendte sangerindepavillon Cafe Chantant i Allégade 9 på Frederiksberg. Her havde Kehlet ladet "Nordens skønneste Kvinder" optræde, og her havde Holger Drachmann mødt sin "Edith", hvis borgerlige navn var Amanda Nilsson. Under navnet "Operetten" drev Lorry sangerindepavillon videre. Men nede i Europa, var der opstået "kunstnerkabaretter" og hjemme i Danmark spirede en interesse for "den litterære varieté", med optræden af kunstneriske kræfter. Lorry lagde sit etablissements kurs om, inspireret af det store nationalromantiske tyske Haus Vaterland, en seks-etagers forlystelsesbygning ved siden af Potsdam-banegården i Berlin, hvori blandt andet var temarestauranter og biograf. Det ønskede Lorry at genskabe i ydmygt dansk regi, hvorfor han i 1901 indrettede "Bondestuen" i romantisk landlig stil.
I 1909 mødte Lorry den postimpressionissionistiske maler Aksel Jørgensen (1883 – 1957), og lod ham stå for ny indretning af sit forlystelseskompleks. Der blev foretaget en række ombygninger, udvidelser og ændringer, heriblandt blev Bondestuen omdannet til Landsbyen. I 1909 og 1913 købte Lorry tillige nabohusene nr. 11 og 13. Han flyttede selv han ind i nr. 11, som siden blev til Café Grock. I de nu tre ejendomme indrettedes restauranten Drachmannkroen med dens gammeldags interiør og Riddersalen i 1914, hvor Lorry ville virkeliggøre "den litterære varieté". Hele etablissementet blev nu kaldt ”Lorry”. Med sin spidspuldede calabreserhat var Lorry også som person blevet centrum i det københavnske forlystelsesliv, hvor han var kendt for sin særprægede og joviale måde at optræde på. Han formulerede tillige slagordene, "festlig, folkelig og fornøjelig", som han brugte i sine dagbladsannoncer.
Lorry bosatte sig med sin hustru, Marie Feilberg, i Hvidovre, hvor han havde købt Bredalsgården, som blev omdøbt til Hvidborg. Her døde han i 1917.
Efter Lorrys død, drev hans kone med held foretagendet videre i nogle år. I 1920 overdrog hun Lorry-etablissementet til et konsortium med den kendte byggesagfører, Valdemar ”Jernskæg” Nielsen i spidsen.
Lorry er begravet på Frederiksberg ældre kirkegård.